# 296 (číslo)
Dvě stě devadesát šest je přirozené číslo, které následuje po čísle dvě stě devadesát pět a předchází číslu dvě stě devadesát sedm. Římskými číslicemi se zapisuje CCXCVI a řeckými číslicemi σϟϛ.

## Matematika
296 je:
- Deficientní číslo
- Nešťastné číslo
- Nepříznivé číslo

## Astronomie
- (296) Phaëtusa je planetka hlavního pásu, kterou objevil v roce 1890 Auguste Charlois

## Doprava
- Silnice II/296 je česká silnice II. třídy vedoucí na trase Mladé Buky – Horní Maršov – Pec pod Sněžkou[1]

## Roky
- 296
- 296 př. n. l.